# WB Games Montréal
WB Games Montréal Inc. é uma desenvolvedora de jogos eletrônicos canadense sediada em Montreal, Quebec. É uma subsidiária da Warner Bros. Interactive Entertainment é mais conhecida por desenvolver Batman: Arkham Origins.

## História

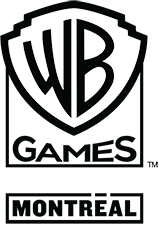
Logotipo da WB Games Montréal até 2020.

A WB Games Montréal foi fundada em 2010 pela Warner Bros. Interactive Entertainment.
Um dos títulos do estúdio, Batman: Arkham Origins, foi exibido para o público em 2013 na Electronic Entertainment Expo (E3), e recebeu duas nomeações do Game Critics Awards de Melhor Jogo de Ação/Aventura e Melhor Jogo de Console. Após o lançamento de "Batman: Arkham Origins", recebeu críticas positivas. No entanto, a empresa recebeu uma quantidade significativa de críticas por não realizar os testes adequados no jogo antes do lançamento, bem como por se recusar a resolver uma série de bugs de quebra de jogo que afetavam o título, em vez de preferir se concentrar no desenvolvimento e lançamento de DLC pago.
Durante uma entrevista no Humans of Gaming Podcast em outubro de 2018, o designer sênior de jogos da WB Games Montréal, Osama Dorias, confirmou que dois jogos baseados na DC Comics estão atualmente em desenvolvimento no estúdio. No DC FanDome em agosto de 2020, o estúdio anunciou Gotham Knights.

## Jogos
| Ano  | Título                                 | Plataforma(s) | Plataforma(s) | Plataforma(s) | Plataforma(s) | Plataforma(s) | Plataforma(s) | Plataforma(s) | Plataforma(s) | Plataforma(s) | Plataforma(s) |
| Ano  | Título                                 | iOS           | PS3           | PS4           | PS5           | Web           | Wii U         | Win           | X360          | X1            | XSX           |
| ---- | -------------------------------------- | ------------- | ------------- | ------------- | ------------- | ------------- | ------------- | ------------- | ------------- | ------------- | ------------- |
| 2012 | Batman: Arkham City - Armoured Edition | Não           | Não           | Não           | Não           | Não           | Sim           | Não           | Não           | Não           | Não           |
| 2013 | Universo dos desenhos animados         | Não           | Não           | Não           | Não           | Sim           | Não           | Não           | Não           | Não           | Não           |
| 2013 | Lego Legends of Chima Online           | Sim           | Não           | Não           | Não           | Sim           | Não           | Sim           | Não           | Não           | Não           |
| 2013 | Batman: Arkham Origins                 | Não           | Sim           | Não           | Não           | Não           | Sim           | Sim           | Sim           | Não           | Não           |
| 2022 | Gotham Knights                         | Não           | Não           | Sim           | Sim           | Não           | Não           | Sim           | Não           | Sim           | Sim           |

### Trabalho adicional
| Ano  | Título                               | Plataforma(s) | Plataforma(s) | Plataforma(s) | Nota                                                                  |
| Ano  | Título                               | PS4           | Win           | X1            | Nota                                                                  |
| ---- | ------------------------------------ | ------------- | ------------- | ------------- | --------------------------------------------------------------------- |
| 2015 | Pacote de História do Capuz Vermelho | Sim           | Sim           | Sim           | DLCs para Batman: Arkham Knight, desenvolvida pela Rocksteady Studios |
| 2015 | Pacote de História da Arlequina      | Sim           | Sim           | Sim           | DLCs para Batman: Arkham Knight, desenvolvida pela Rocksteady Studios |
| 2015 | Batgirl: Uma Questão de Família      | Sim           | Sim           | Sim           | DLCs para Batman: Arkham Knight, desenvolvida pela Rocksteady Studios |
| 2015 | Pacote Pesadelo do Espantalho        | Sim           | Não           | Não           | DLCs para Batman: Arkham Knight, desenvolvida pela Rocksteady Studios |